# Южноафриканские кролики
Южноафриканские кролики (лат. Pronolagus) — род, относящийся к семейству Leporidae отряда зайцеобразных. Включает четыре ныне живущих вида. Все они обитают на юге Африканского континента.
Род содержит следующие современные виды:
- Южноафриканский кролик (Pronolagus crassicaudatus)
- Рыжий кролик (Pronolagus randensis)
- Кролик Смита (Pronolagus rupestris)
- Кролик Хьюитта[источник не указан 2071 день] (Pronolagus saundersiae), ранее включался в состав Pronolagus rupestris[3][4].

Из нижнего плейстоцена Анголы описан один вымерший вид:
- † Pronolagus humpatensis